# 第34回カンヌ国際映画祭
第34回カンヌ国際映画祭（だい34かいカンヌこくさいえいがさい）は1981年5月13日から27日にかけて開催された。

## 受賞結果
- パルム・ドール：『鉄の男』（アンジェイ・ワイダ）
- 審査員特別グランプリ：『光年のかなた』（アラン・タネール）
- 男優賞：ウーゴ・トニャッツィ （『ある愚か者の悲劇』）
- 女優賞：イザベル・アジャーニ （『ポゼッション』、『カルテット』）
- 脚本賞：イシュトヴァン・サボー、ペーテル・ドバイ（『メフィスト』）
- 芸術貢献賞：『エクスカリバー』（ジョン・ブアマン）
- 助演男優賞：イアン・ホルム （『炎のランナー』)
- 助演女優賞：エレーナ・ソロベイ（『Faktas』）

- カメラ・ドール：ヴァディム・グロウナ（『Desperado City』）

## 審査員

### コンペティション部門
- 審査委員長 
  - ジャック・ドレー （フランス/監督）
- 審査員
  - カルロス・ディエギス (ブラジル/監督)
  - ダグラス・スローカム (イギリス/撮影監督)
  - アリオスティ・ドノフリオ (イタリア/プロデューサー)
  - ジャン＝クロード・カリエール (フランス/脚本家)
  - エレン・バースティン (アメリカ/女優)
  - アンドレイ・ペトロフ (ロシア/作曲家)
  - アントニオ・ガラ (スペイン/作家)
  - クリスティアン・デュファイ (スイス/ジャーナリスト)
  - ロベルト・チャザル (フランス/批評家)

## 上映作品

### コンペティション部門
アルファベット順。邦題がない場合は原題の下に英題。
| 題名 原題                                        | 監督                                        | 製作国                           |
| ------------------------------------------------ | ------------------------------------------- | -------------------------------- |
| Beau-père                                        | ベルトラン・ブリエ                          | フランス                         |
| 炎のランナー Chariots of Fire                    | ヒュー・ハドソン                            | イギリス                         |
| Cserepek                                         | イシュトヴァン・ガル                        | ハンガリー                       |
| 鉄の男 Czlowiek z zelaza                         | アンジェイ・ワイダ                          | ポーランド                       |
| 鉄の天使 Engel aus Eisen                         | トーマス・ブラッシュ                        | 西ドイツ                         |
| エクスカリバー Excalibur                         | ジョン・ブアマン                            | イギリス アメリカ合衆国          |
| Faktas                                           | Alimantas Grikiavicius                      | ソビエト連邦                     |
| 天国の門 Heaven's Gate                           | マイケル・チミノ                            | アメリカ合衆国                   |
| 狂える戦場 La pelle                              | リリアーナ・カヴァーニ                      | イタリア フランス                |
| ある愚か者の悲劇 La tragedia di un uomo ridicolo | ベルナルド・ベルトルッチ                    | イタリア                         |
| 光年のかなた Les années lumière                  | アラン・タネール                            | スイス フランス                  |
| 愛と哀しみのボレロ Les uns et les autres         | クロード・ルルーシュ                        | フランス                         |
| まなざしと微笑み Looks and Smiles                | ケン・ローチ                                | イギリス                         |
| メフィスト Mephisto                              | イシュトヴァン・サボー                      | ハンガリー 西ドイツ オーストリア |
| モンテネグロ Montenegro                          | ドゥシャン・マカヴェイエフ                  | スウェーデン イギリス            |
| 雪 Neige                                         | ジュリエット・ベルト ジャン＝アンリ・ロジェ | フランス ベルギー                |
| パッション・ダモーレ Passione d'amore            | エットーレ・スコラ                          | フランス イタリア                |
| Patrimonio nacional (National Heritage)          | ルイス・ガルシア・ベルランガ                | スペイン                         |
| ポゼッション Possession                          | アンジェイ・ズラウスキー                    | フランス 西ドイツ                |
| カルテット Quartet                               | ジェームズ・アイヴォリー                    | イギリス フランス                |
| ザ・クラッカー/真夜中のアウトロー Thief          | マイケル・マン                              | アメリカ合衆国                   |
| Tulipää (Flame Top)                              | ピルヨ・ホンカサロ ペッカ・ポーヨラ         | フィンランド                     |

### ある視点部門
| 題名 原題                                        | 監督                   | 製作国                  |
| ------------------------------------------------ | ---------------------- | ----------------------- |
| A tanú (The Witness)                             | ピーター・バスコ       | ハンガリー              |
| Elef Nishikot K'tanot (A Thousand Little Kisses) | ミナ・レカナーティ     | イスラエル              |
| Cerromaior                                       | ルイス・フィリペ・ロカ | ポルトガル              |
| Dios los Cría (...And God Created Them)          | ハコボ・モラレス       | プエルトリコ            |
| ええじゃないか                                   | 今村昌平               | 日本                    |
| Eu Te Amo (I Love You)                           | アーナンド・ジャブル   | ブラジル                |
| Goliamota Nochno Kapane (The Big Night Bathe)    | Binka Jeliaskova       | ブルガリア              |
| 歌っているのはだれ? Ко то тамо пева              | スロボダン・シヤン     | ユーゴスラビア          |
| Let There Be Light                               | ジョン・ヒューストン   | アメリカ合衆国          |
| 鏡の国の“D” Memoirs of a Survivor                | ダニエル・グラドウェル | イギリス                |
| Murs, murs                                       | アニエス・ヴァルダ     | フランス アメリカ合衆国 |
| 恐怖の旋律の記憶 Samo Jednom se Ljubi            | ライコ・グゥルリッチ   | ユーゴスラビア          |
| Satah Se Uthata Aadmi (Arising from the Surface) | マニ・カウル           | インド                  |
| 幸福な時 Un Moment de Bonheur                    | イヴ・ローメ           | フランス                |

### 特別招待作品
- 忍冬の花のように – ジェリー・シャッツバーグ (アメリカ)
- 血の婚礼 – カルロス・サウラ (スペイン)
- 毛沢東からモーツァルトへ/中国のアイザック・スターン – ミューレイ・レイナー (アメリカ)
- 郵便配達は二度ベルを鳴らす – ボブ・ラフェルソン (アメリカ)
- Anima – タイタス・レバー (オーストリア)
- 大暴れ孫悟空  – ワン・ライミン (万籟鳴) (中国)
- 手を挙げろ! – イエジー・スコリモフスキ (ポーランド)
- Ku Nao Ren de Xiao – Yimin Deng、Yanjin Yang (中国)
- La Mouche – フレンツ・ロシェフ (ハンガリー)
- Le Voyageurs Aux Menottes – Yu Yang (中国)
- 街角の天使 – ユエン・ムーチー (袁牧之) (中国)
- Tre Fratelli – フランチェスコ・ロージ (イタリア)
- THIS IS ELVIS – アンドリュー・ソルト、マルコム・レオ (アメリカ)
- San mao liu lang ji (三毛流浪记) – チャオ・ミン、イエン・コン (香港)